# تريتا فارسي
 'تريتا فارسي' أو تريتا بارسي أو  تريتا پارسي تريتا فارسي هو باحث إيراني المولد يحمل الجنسية السويدية ويعيش في أمريكا، مؤسس المجلس الوطني الإيراني الأمريكي National Iranian American Council والرئيس الحالي له، ومؤلف كتاب التحالف الغادر Treacherous Alliance و لفة واحدة من الزهر A Single Roll of the Dice.
صفحته على الويب 

## نبذة عن حياته
يعد من أهم الخبراء في مجال العلاقات الإيرانية الأميركية والجغرافيا السياسية للشرق الأوسط، وله مؤلفات هامة في الشأن الإيراني، ربما أهمها كتاب التحالف الغادر، والذي فاز بالميدالية الفضية لجائزة أرثر روس للكتاب من مجلس العلاقات الخارجية بواشنطن، ولد بارسي في إيران ثم انتقل مع عائلته في سن الرابعة إلى السويد، ثم سافر إلى الولايات المتحدة ودرس السياسة الخارجية بكلية جونز هوبكنز للدراسات الدولية المتقدمة، وحصل فيها على درجة الدكتوراه، وهو حاصل على درجة الماجستير في العلاقات الدولية من جامعة أوبسالا، ودرجة الماجستير في الاقتصاد من كلية ستوكهولم للاقتصاد، وشغل منصب أستاذ مساعد للعلاقات الدولية في جامعة جونز هوبكنز، وباحث مساعد في معهد الشرق الأوسط.
وللكاتب خبرة واسعة ومتميزة في شؤون الشرق الأوسط والشأن الإيراني على وجه الخصوص، من خلال عمله الميداني وقربه من العديد من صناع القرار في إيران وأميركا، ويتم استشارته كثيرا من قبل الحكومات الغربية في شؤون إيران والعراق وأفغانستان وغيرها، ويجيد تريتا بارسي اللغة الفارسية والإنجليزية والسويدية، وله مقالات متميزة نشرت في كبريات الصحف العالمية مثل وول ستريت جورنال، ونيويورك تايمز، ولوس انجليس تايمز، وفاينانشال تايمز، وله العديد من المقابلات في القنوات الإخبارية العالمية.
يعد بارسي الشخصية الأكثر صراحة في واشنطن، التي تدعو للمشاركة والركون إلى التفاهم مع النظام الإسلامي في طهران، كما يدعو صانعي السياسة الغربية والأميركية تحديدا إلى استيعاب نظام طهران أو ما يطلق عليه الانخراط الحكيم، بدلا من مواجهته في قضايا مثل البرنامج النووي وتهمة دعم المجموعات الإرهابية وملفات حقوق الإنسان. 
حامت حول تريتا بارسي الكثير من التهم بالعمل لصالح النظام الإيراني فقد كتبت صحيفة “واشنطن تايمز” في عام 2009 مقالا مطولاً عن الدور الذي تقوم به المنظمة التي يترأسها بارسي (NIAC) لأن الكثيرين يرونها قوة ضغط (لوبي) إيراني في الولايات المتحدة الأميركية على غرار لجنة الشؤون العامة الأمريكية الإسرائيلية اليهودية أيباك على أن المنظمة وجميع أعضائها غير مسجلين كجماعة ضغط، وبالتالي فهي تخالف القوانين الأميركي كما تحدث البعض عن أموال دخلت إلى حساب بنكي له في السويد يعتقد أنها من مصادر مشبوهة ويتهمه خصومه من الإيرانيين في المهجر بتلقي أموال من النظام الإيراني كما يراه البعض عميلاً مزدوجاً للنظامين الإيراني والأميركي على حد سواء، إلا أن بارسي نفى كل هذه التهم، وقال إن تلك الأموال التي تحول لحسابه البنكي في السويد تأتي من المقابلات التي تجريها معه قنوات تلفزيونية، ومقالات يكتبها في عدد من الصحف والمجلات العالمية، ويصر بارسي ومنظمته على أنهم يعملون لما هو في مصلحة المجتمع الإيراني في اميركا وليس حكومة طهران.

### مؤلفاته
التحالف الغادر: التعاملات السرية بين إيران وأميركا وإسرائيل
أشار تريتا بارسي إلى أن حل أزمات الشرق الأوسط السياسية لا يكمن في القضية الفلسطينية فقط، بل يعتمد بشكل أكبر على المنافسة الإقليمية الحالية بين طهران وتل أبيب، وأن المشكلة الحالية المتمثلة في الحديث عن حرب وشيكة بين البلدين على خلفية البرنامج النووي الإيراني لا تنطلق من أيديولوجية راسخة لدى أي منهما، لكنها تنطلق من المنافسة الجيوبوليتيكية التي خلقتها ظروف كثيرة أهمها انتهاء الحرب الباردة وسقوط العراق بعد حرب الخليج، مشيرا إلى أن التحولات التي شهدتها العلاقة بين إيران وإسرائيل مرجعيتها خريطة المصالح لمثلث “إيران – إسرائيل – أميركا”، مستشهدا بكلمات لكبار المسؤولين الإسرائيليين مثل شيمون بيريز، والذي كان نادى في الثمانينيات بضرورة وجود علاقات إستراتيجية مع طهران، ثم تحولت كلماته هذه الأيام ليصف الرئيس الإيراني بأنه النسخة الفارسية من الزعيم النازي هتلر.
بعد ذلك تناول الكاتب كيف أن إسرائيل قد سعت في وقت من الأوقات إلى تكوين تحالف مع دول غير عربية في المنطقة مثل إيران وتركيا وأثيوبيا من أجل الوقوف أمام مد القومية العربية الذي قاده الزعيم المصري الراحل جمال عبد الناصر، وفي الوقت نفسه كيف أن الشاه قد وجد في ظهور دولة إسرائيل فرصة لجذب أنظار العرب واستنفاذ مواردهم، وبالتالي التقت مصالح الدولتين وبات التحالف أمرا حتميا، ثم انتقل للحديث عن هزيمة العرب في 67 ثم ظهور الرئيس أنور السادات خلفا للزعيم المصري عبد الناصر، وكيف أن ذلك كله ساهم في اقتراب طهران من العالم العربي.
“مواجهة المستقبل.. مواجهة الحقيقة” هكذا جاء عنوان الجزء الأخير من هذا الكتاب، ليبحث فيما يمكن أن يأتي به المستقبل فيما يخص العلاقات الإسرائيلية الإيرانية، ففي الأجزاء السابقة كان يقدم الدليل بعد الآخر على أن المنافسة السياسية الجغرافية هي الأساس في النزاع بين تل أبيب وطهران، وأن أي عوامل أخرى، بما فيها ما يظنه الكثيرون من صراعات أيديولوجية عميقة، لا تمثل نفس القوة في التأثير على هذه العلاقة، وفي هذا الجزء أيضا يبحث تريتا بارسي عن الخيارات المتاحة أمام الولايات المتحدة الأميركية، وعن مدى صحة التكهنات بأن إسرائيل قد تشن هجمات عسكرية ضد المنشآت النووية الإيرانية، وهل تشعر إسرائيل بالفعل بالقلق والخوف من القوة النووية الإيرانية في حين أنها تمتلك ترسانة هائلة بنحو 200 رأس نووية؟

يتحدث بارسي عن أسباب الخوف والفزع في تل أبيب من فكرة تحول إيران إلى قوة نووية، فإسرائيل على يقين تام بأن إيران، وإن امتلكت يوما هذا السلاح الفتاك، لن تستخدمه ضدها، فهذا سيؤدي إلى تدمير طهران نفسها، فقادة إيران، العسكريون منهم والمدنيون، يعلمون تمام العلم أن إسرائيل تمتلك ترسانة هائلة تربو على 200 رأس نووي، فلماذا الخوف، يقول الكاتب إنه على الرغم من الفكرة السائدة بأن الملالي في إيران متهورون، فإن المفكرين الاستراتيجيين في تل أبيب يلعمون أن قادة إيران قد يكونوا متشددين أو راديكاليين لكنهم عقلاء، والتاريخ يثبت أن إيران كانت أكثر أعداء إسرائيل تصرفا بحكمة وعقل، فعلى عكس قادة متهورون في المنطقة مثل صدام حسين، كان القادة الإيرانيون يفكرون جيدا قبل كل خطوة، حتى في أكثر الفترات تعقيدا أيديولوجيا في أعقاب الثورة الإيرانية.
ويقول بارسي أن هذا العقل وعدم التهور قد يكون هو السبب وراء عدم منح إيران لأي من وكلائها في المنطقة قدرات نووية، ويفسر أيضا لماذا لم تتشارك مع وكلائها مثل حزب الله أية أسلحة بيولوجية أو كيميائية، ويشير الكاتب إلى أن إسرائيل كانت قد حذرت طهران بأنها سوف تنتقم وترد على أي عدوان نووي عليها بتوجيه ضربة عسكرية لإيران، وهنا كانت الإشارة واضحة، فإسرائيل تحذر إيران من أن تمنح وكلائها سلاح نووي، ولكن حتى بدون هذا التحذير الإسرائيلي، فإنه من المستبعد تماما، كما يشير الكاتب، أن تقوم إيران بتزويد وكلائها بالسلاح النووي، لعدة أسباب أهمها هو أنه في حالة حصول مثل هذه الجماعات على سلاح بهذه القوة، لن يصبحوا وكلاء تابعين لها، والهدف الرئيس لإيران هو أن تصبح القوة المهيمنة التي لا تقهر، ويقول بارسي، إن قادة إيران لا يمكن أن يقعوا في مثل هذا الخطأ.
وهنا يسأل الكاتب: هل قادة إيران عقلاء أم متهورون؟ ويرد بأن قادة إيران يتعاملون بدهاء سياسي كبير، ويتحلون بالعقل والحسابات الدقيقة قبل كل خطوة، لكنهم يروجون لفكرة أنهم متهورون من أجل تحقيق أهدافهم، ويستشهد بارسي هنا بجملة لأحد الدبلوماسيين الإيرانيين قال فيها أنه يفضل أن يعلم الآخرون بأنك متهور، ولا يستطيعون توقع خطواتك وحركاتك، وأن ما جعل صدام ينهزم أمام الولايات المتحدة أن خطواته كان من السهل توقعها، وكان الأميركيون متيقنون بأنه حتى لو كان معه سلاح دمار شامل فإنه لن يجرؤ على استخدامه.